# Poecilopeplus intricatus
Poecilopeplus intricatus är en skalbaggsart som först beskrevs av Blanchard 1843.  Poecilopeplus intricatus ingår i släktet Poecilopeplus och familjen långhorningar. Inga underarter finns listade i Catalogue of Life.